# Буккері
Буккері (італ. Buccheri, сиц. Buccheri) — муніципалітет в Італії, у регіоні Сицилія,  провінція Сиракуза.
Буккері розташоване на відстані близько 570 км на південь від Рима, 175 км на південний схід від Палермо, 39 км на захід від Сиракузи.
Населення — 2038 осіб (2014).

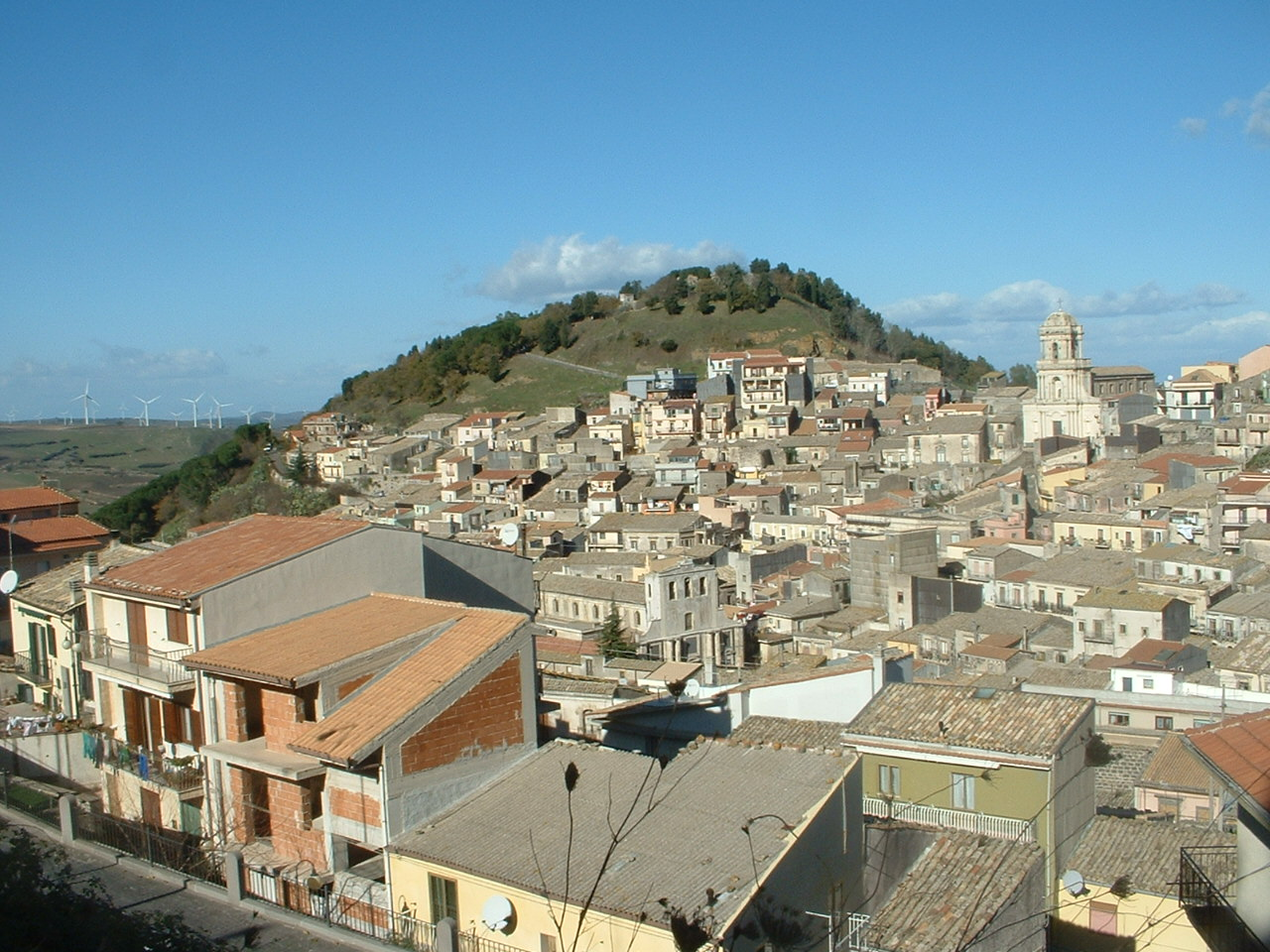

Щорічний фестиваль відбувається 7 грудня. Покровитель — Sant'Ambrogio.

## Демографія
Населення за роками:

Станом на 1 січня 2023 року в муніципалітеті офіційно проживало 106 іноземців з 10 країн, серед них 75 громадян країн Євросоюзу.

## Сусідні муніципалітети
- Бушемі
- Карлентіні
- Ферла
- Франкофонте
- Джарратана
- Віццині